# Verbfras
En verbfras är en grammatisk fras som har ett finit verb som huvudord.
Jescheute bjöd på bröd.
Parsifal har ridit omkring och letat efter graalen länge.
Skeppen har gått förlorade.
Det kan även utgöra fasta idiomen:
Allt går åt helvete.